# Radiostacja R-137
Radiostacja R-137 – ultrakrótkofalowa, jednowstęgowa, nadawczo-odbiorcza radiostacja średniej mocy eksploatowana w Wojsku Polskim. Radiostacja wraz z oprzyrządowaniem była instalowana na samochodzie ciężarowym.
Ze względu na swe parametry techniczne nazywana była sprzętem wojskowym tzw. II generacji w odróżnieniu od radiostacji dwuwstęgowych starego parku.
Wersje radiostacji:

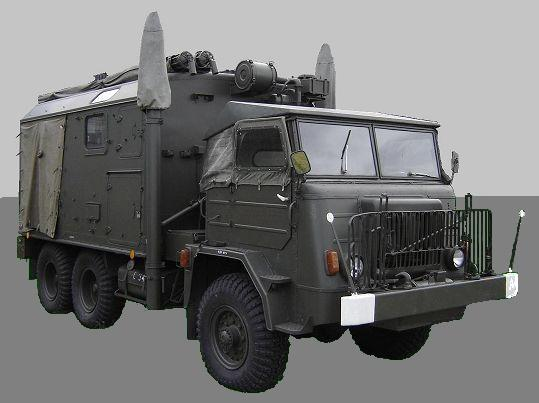
Radiostacja jednowstęgowa UKF R-137B na samochodzie Star-660

- R-137 – zakupione (lata 60./70. XX w.) z ZSRR, na podwoziu ZiŁ-157 lub później ZiŁ-131,
- R-137B – produkowane przez ZE-WAREL w Warszawie (1974-1975) na podwoziu Star 660,
- R-137BZ – wersje zmodernizowane, produkowane przez ZE-WAREL w Warszawie na podwoziu Star 266,
- R-137T – produkowane przez ZE-WAREL, na podwoziu transportera MT-LB (na wyposażeniu od 1987 roku)[1]

## Przeznaczenie
Radiostacja umożliwiała utrzymywania łączności w paśmie UKF będąc w ruchu i podczas postoju. Po uzupełnieniu pulpitu radiostacji panelem wykonawczym zdalnego sterowania (PWZS) i po zaprogramowaniu i nastrojeniu nadajnika i odbiornika mogła być zdalnie sterowana. Realizowane mogło to być z panelu dyspozycyjnego zdalnego sterowania (PDZS) z odległego elementu łączności, np. aparatowni radioodbiorczej poprzez kabel względnie radiolinię w kanale telefonicznym lub telegraficznym. Pierwowzorem tego systemu był rosyjski zestaw urządzeń zwany Distancja-1 (ДИСТАНЦЯ-1).
Możliwość wykorzystania praktycznego pełnego zdalnego sterowania zaprogramowanej wcześniej radiostacji była możliwa z chwilą wdrożenia systemu zautomatyzowanej linii radiowej (ZLR) na bazie nowej aparatowni radioodbiorczej ARO KU-10.

## Ukompletowanie
- sztuczne obciążenie nadajnika
- przełącznik anten odbiorczych PAO
- nadajnik radiostacji
- odbiornik radiowy R-155U
- pulpit radiostacji PR-9
- odbiornik radiowy R-323
- radiostacja UKF R-107
- wzmacniacz mocy (do R-107) UM-3

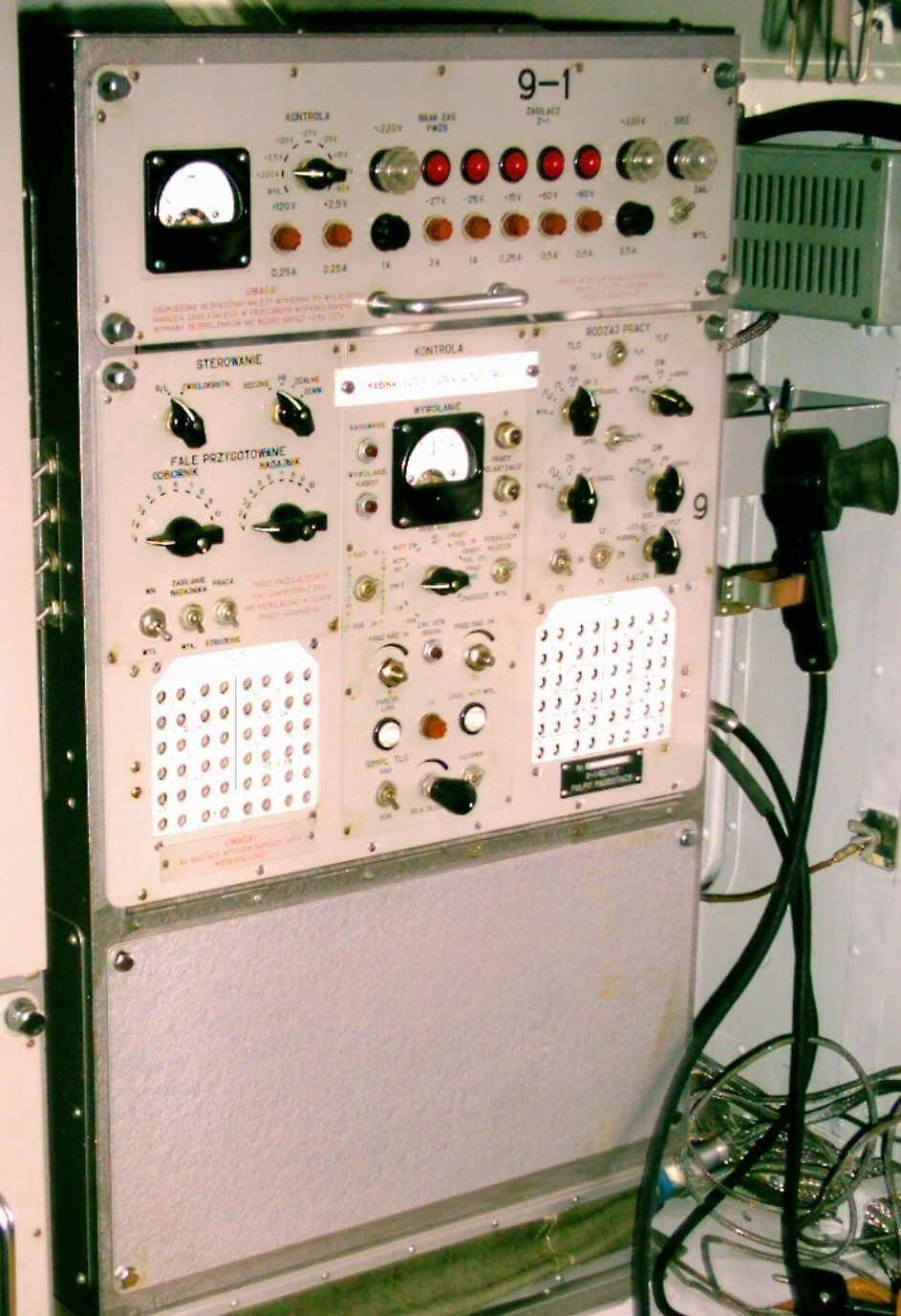
Pulpit radiostacji R-137B na samochodzie Star-660

- półkomplet radiolinii taktycznej R-405 PT1-S
- urządzenie wynośne UW
- maszt pneumatyczny MPT-100 (12 m) 2 szt.
- maszt składany radiolinii (12 m)
- tablica dalekopisu TD
- dalekopis arkuszowy T-63 SU-13
- nadajnik automatyczny T-53

- tablica zasilania TZ
- stabilizator (autotransformator) SN
- tablica rozdzielcza zasilania TRZ-18
- zespół spalinowo-elektryczny AB-4-T/230
- zespół spalinowo-elektryczny PAB-2-1/230
- prądnica (tzw. SOM -samochodowy odbiór mocy) GAB-8-3/400
- urządzenie filtrowentylacyjne UFWA-12
- ogrzewacz spalinowy nadwozia

Oryginalna wersja rosyjska radiostacji posiadała dalekopis taśmowy ST-35, ogrzewacz elektryczny zamiast spalinowego i automatyczny klucz Morse’a z klawiaturą P-010.

## Dane taktyczno-techniczne

### Ogólne
Zasięg w zależności od użytej anteny:
- w ruchu (antena pręt 3 m) – do 30 km
- podczas postoju (antena wibrator objętościowy) – 50–70 km
- podczas postoju (antena półromb pionowy) – do 150 km

Maksymalny zasięg uzależniony był od warunków propagacji (pora dnia) i ukształtowania terenu.

#### Zasilanie
- sieć jednofazowa 220 V, 50 Hz (PAB-2) – tylko urządzenia odbiorcze
- sieć trójfazowa 3 × 380 V lub 3 × 220 V, 50 Hz
- zespół spalinowy AB-4 (4 kW, 3 × 220 V)
- prądnica GAB-8 (8 kW, 3 × 380 V)

Radiostacja wyposażona była w układ automatycznego wyłączenia sieci (AWS). Jego działanie oparte było na porównaniu potencjału nadwozia z dodatkowym kołkiem uziemiającym oddalonym od radiostacji do 25 m. W przypadku pojawienia się napięcia przewyższającego 24 V (dawna wartość napięcia bezpiecznego), następowało odłączenie zewnętrznego napięcia zasilającego od aparatury.
Możliwości pracy:
- praca simpleksowa lub dupleksowa
- kluczem telegraficznym z pulpitu radiostacji lub urządzenia wynośnego
- z mikrofonu z pulpitu radiostacji, z urządzenia wynośnego lub z kabiny kierowcy
- dalekopisem z radiostacji lub z innych aparatowni telegraficznych
- z oddalonego na odległość do 800 m polowego aparatu telefonicznego
- poprzez kanały radiolinii R-405 w kanale telefonicznym lub telegraficznym
- poprzez telefoniczne urządzenie utajniające z radiostacji lub oddalonego aparatu
- z innych telefonicznych lub telegraficznych aparatowni

Rodzaje emisji:
- praca telegraficzna z manipulacją amplitudy (A1)
- praca telegraficzna z manipulacją częstotliwości jedno lub dwukanałowa z różnymi przesuwami (F1-125, F1-250, F1-500, F6-250)
- praca telefoniczna dwuwstęgowa z pełną lub ograniczoną falą nośną (A9A)
- praca telefoniczna jednowstęgowa w górnej lub dolnej wstędze bocznej z różnymi poziomami fali nośnej (A3J, A3A, A3H)
- praca telefoniczna jednowstęgowa z niezależnymi wstęgami bocznymi (różna informacja)(A3BJ, A3BA)
- praca telefoniczna z modulacją częstotliwości (F3)

W nawiasach symbole emisji radiowych według starych oznaczeń.

### Nadajnik
Elementy składowe nadajnika

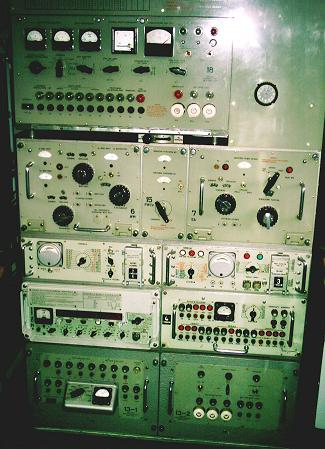
Nadajnik radiostacji R-137B

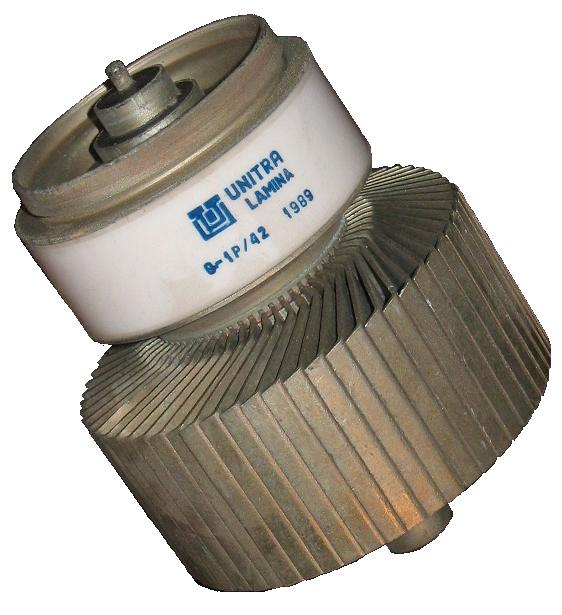
Tetroda nadawcza Q-1P

- wzmacniacz mocy WM-6 (lampa Q-1P lub GU-42)
- sprzęgacz antenowy SA-7
- przełącznik wysokiej częstotliwości PWCz-15
- wzbudnik nadajnika
  - panel rodzajów pracy W-1
  - panel poziomów W-2
  - syntezer częstotliwości 1-0M
  - zasilacz wzbudnika W-4
- zasilacz niskich napięć ZWM-50/N
- zasilacz wysokiego napięcia ZWM-50/W

Parametry nadajnika:
- moc nadajnika ≥ 800 W
- zakres częstotliwości 20 – 59,9999 MHz
- siatka częstotliwości ustalonych co 100 Hz
- stabilność częstotliwości 10−8 Hz/Hz
- uzyskana poprzez automatyczną syntezę częstotliwości
- pamięć mechaniczna 10 fal nadawczych
- czas zmiany przygotowanej fali do 1,5 min
- strojenie wzbudnika elektroniczne, wzmacniacza mocy i sprzęgacza antenowego – ręczne
- istniała możliwość strojenia dopasowania do anteny bez promieniowania (tzw. „ciche strojenie”)
- sprawność energetyczna około 25%. Uwarunkowane to było koniecznością pracy lampy mocy w klasie „A”. Wzmacniacz mocy musiał mieć charakterystykę liniową aby nie zniekształcać wytworzonych we wzbudniku emisji telefonicznych.

Istota pamięci ustawienia pokręteł regulacyjnych we wzmacniaczu mocy i sprzęgaczu antenowym polegała na sprzężeniu ich z tzw. mechanizmami BMZ (zapadkowymi blokami mechanicznego zapamiętywania). Wybór (z pulpitu radiostacji lub zdalny) danej, wcześniej nastrojonej częstotliwości powodował załączanie się elektrycznych napędów i odszukanie zapamiętanego położenia.
Anteny nadawcze:
- antena prętowa 3 m (praca w ruchu)
- antena półromb pionowy (na maszcie 12 m)
- antena wibrator objętościowy (12 m)

### Odbiornik R-155U
Elementy składowe:
- panel podstawowy 2-1M
- panel konwertera 0-2
- syntezer częstotliwości 1-0M
- zasilacz odbiornika 3-0M
- panel telefoniczny 4-0M
- panel telegraficzny 5-0M
- panel wyjść liniowych 9-0M

Parametry odbiornika:
- zakres częstotliwości 1,5 – 59,999 MHz
- siatka częstotliwości co 100 Hz
- stabilność częstotliwości
  - dobowa 2,5 × 10−8 Hz/Hz
  - miesięczna 1,2 × 10−7 Hz/Hz
- uzyskana poprzez automatyczną syntezę częstotliwości
- pamięć elektroniczna 10 fal odbiorczych wybieranych dekadowo
- czas zmiany przygotowanej fali do 1 min
- strojenie odbiornika samoczynne

Istota pamięci zaprogramowanych częstotliwości odbiorczych w odbiorniku R-155U, polegała na wyborze danej dekadowo zaprogramowanej częstotliwości na polach pamięci. Wywoływało to zaprogramowanie częstotliwości syntezera i ruszenie przestrajanej silnikiem elektrycznym pierwszej heterodyny. Gdy osiągnęła ona odpowiednią dla danej fali wartość, następowało zatrzymanie się napędów i precyzyjne dostrojenie się elektroniczne. Etapem ostatnim (dla częstotliwości wyższych od 30 MHz) było ruszenie napędów heterodyny konwerera i jego zatrzymanie z chwilą pojawienia się w torze odbiorczym sygnału użytecznego.
Anteny odbiorcze:
- antena prętowa 4 m (praca w ruchu)
- antena półromb pionowy (na maszcie 12 m)
- antena wibrator objętościowy (na maszcie 12 m)